# Merritt Lyndon Fernald
Merritt Lyndon Fernald, född 5 oktober 1873, död 22 september 1950, var en amerikansk botaniker.
Fernald var assistent vid Gray Herbarium 1895-1902, extraordinarie professor 1905-15, och blev professor i naturhistoria vid Harvard University 1915. Fernald har utgett ett flertal växtsystematiska och växtgeografiska arbeten över Nordamerika, särskilt New England, östra Kanada och Newfoundland. Därutöver har han behandlat florans beroende av kvartärgeologiska förhållanden och dess samband med Gamla världens flora. Fernald var utgivare av tidskriften Rhodora.